# Фрогмор-хаус
Фрогмор-хаус (Frogmore House) — загородная резиденция членов британской королевской семьи в 1 км от Виндзорского замка. Известна главным образом своим парком, в котором, помимо садовых павильонов и пышного неоренессансного мавзолея герцогини Кентской (матери королевы Виктории), расположена усыпальница самой Виктории и её супруга Альберта.
Загородный дом «Большой Фрогмор» был выстроен в 1680-1684 гг. королевским архитектором Хью Мэем для своего племянника Томаса. Некоторое время его снимал младший сын Карла II, герцог Джордж Нортумберлендский. В 1792 г. королева Шарлотта Мекленбург-Стрелицкая, которой наскучил старомодный Виндзорский замок, приобрела Фрогморскую усадьбу для проживания своих незамужних дочерей. Усадебный дом был расширен и украшен в стиле классицизма.
В середине XIX века во Фрогмор-хаусе проживала мать королевы Виктории, герцогиня Кентская. О частых визитах во Фрогмор самой королевы посетителям напоминает чайный домик в парке. Затем особняк занимала Мария Текская и различные родственники правящих монархов, включая великую княгиню Ксению Александровну (в 1925-37 гг.).. В 1900 г. во Фрогморском имении родился будущий фельдмаршал Луис Маунтбаттен. 
В 1980-е годы Фрогмор-хаус был капитально отремонтирован в связи с так и не осуществлёнными планами размещения в нём герцога и герцогини Йоркской.
В 1997 году, после вывода из эксплуатации королевской яхты "Британия", принц Филипп, герцог Эдинбургский, обставил то, что раньше было библиотекой королевы Шарлотты и столовой герцогини Йоркской, подборкой предметов с судна. Она включала в себя стол красного дерева, изготовленный для яхты "Британия" около 1950 года.
Резиденция продолжала использоваться королевской семьей для развлечений. Здесь устраивался свадебный прием в честь женитьбы внука королевы, Питера Филлипса, на Отэм Келли в мае 2008 года. В мае 2018 года она также использовалась для приема в честь свадьбы принца Гарри и Меган Маркл.

## Галерея

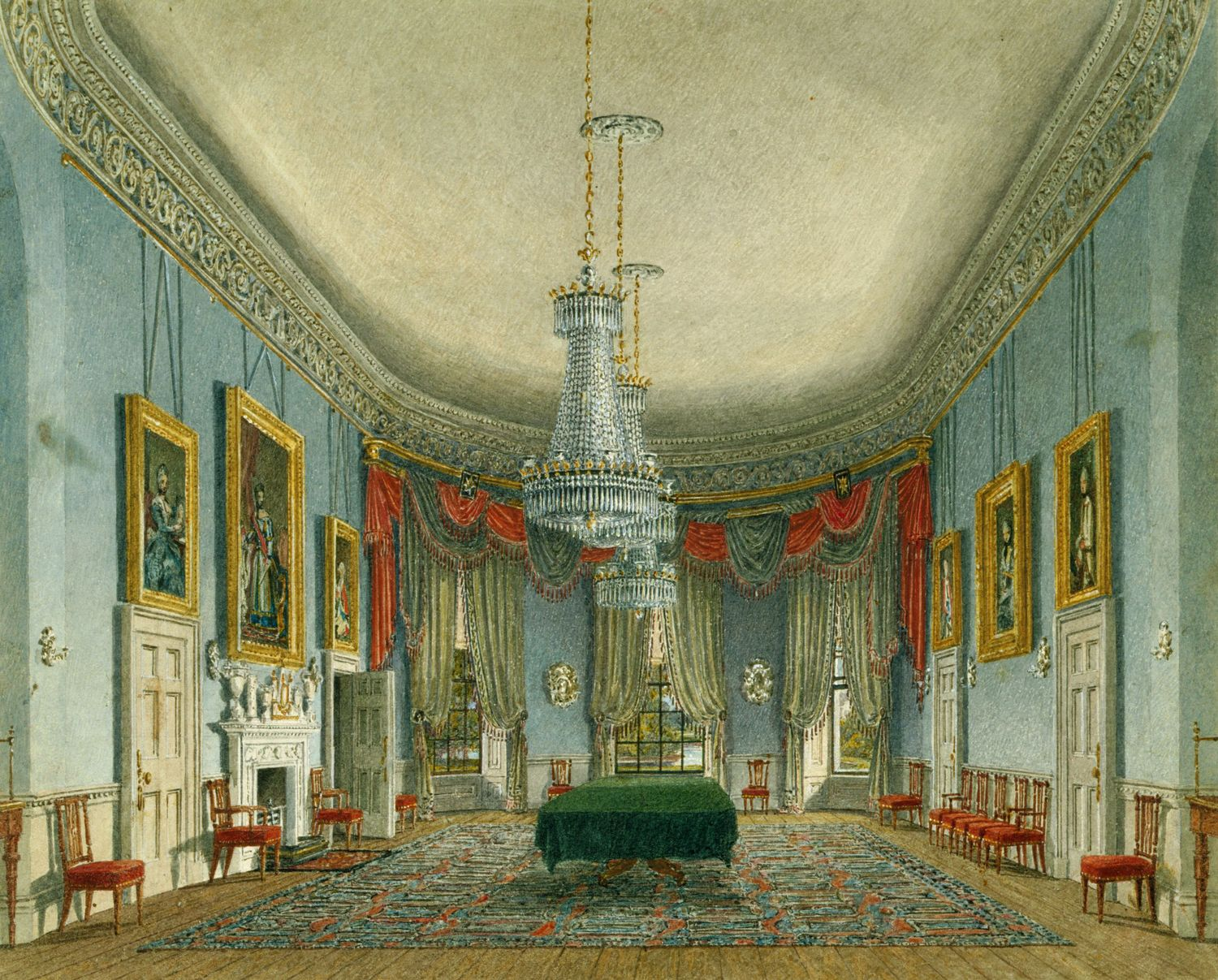
Столовая, 1819
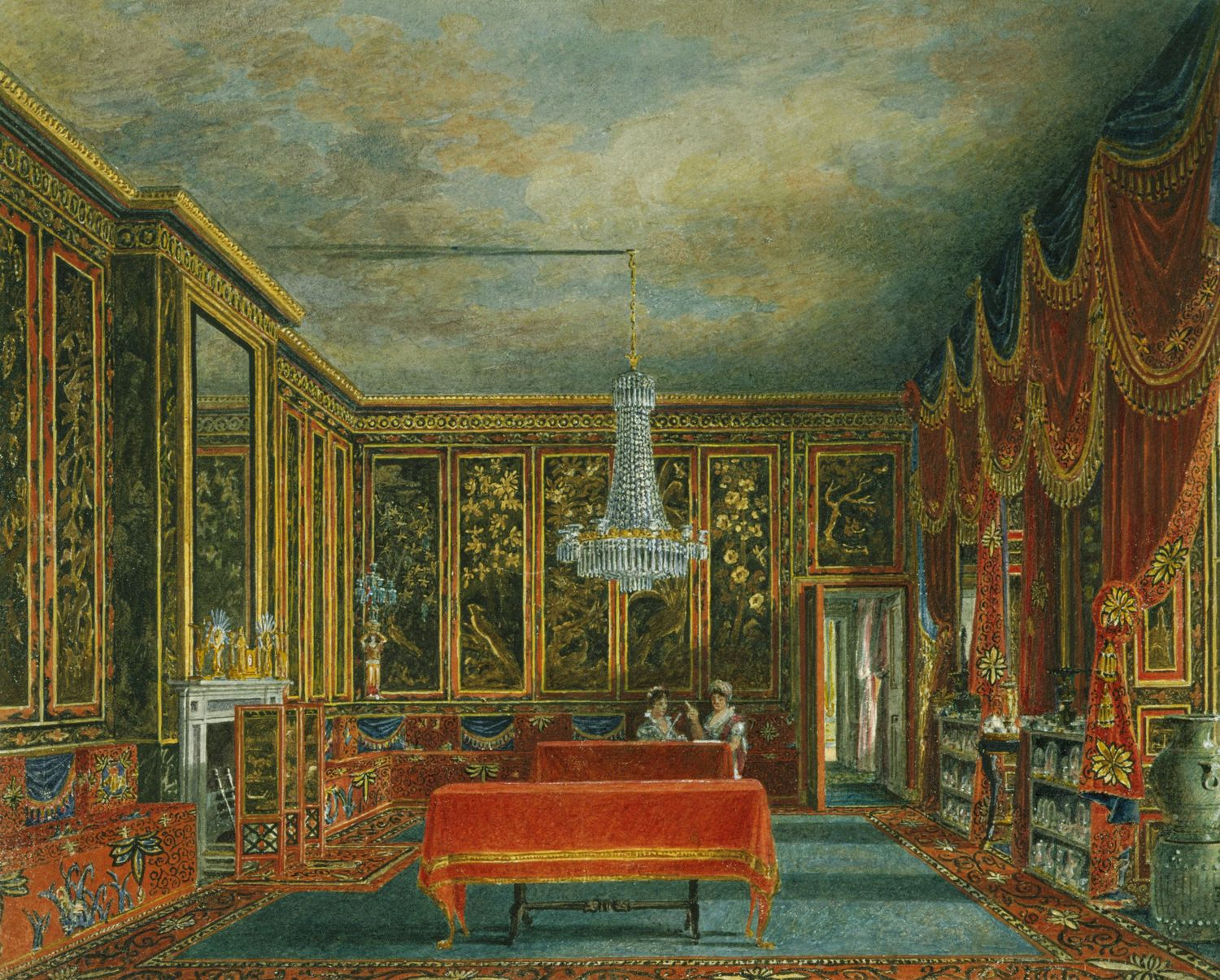
Японская комната, 1819
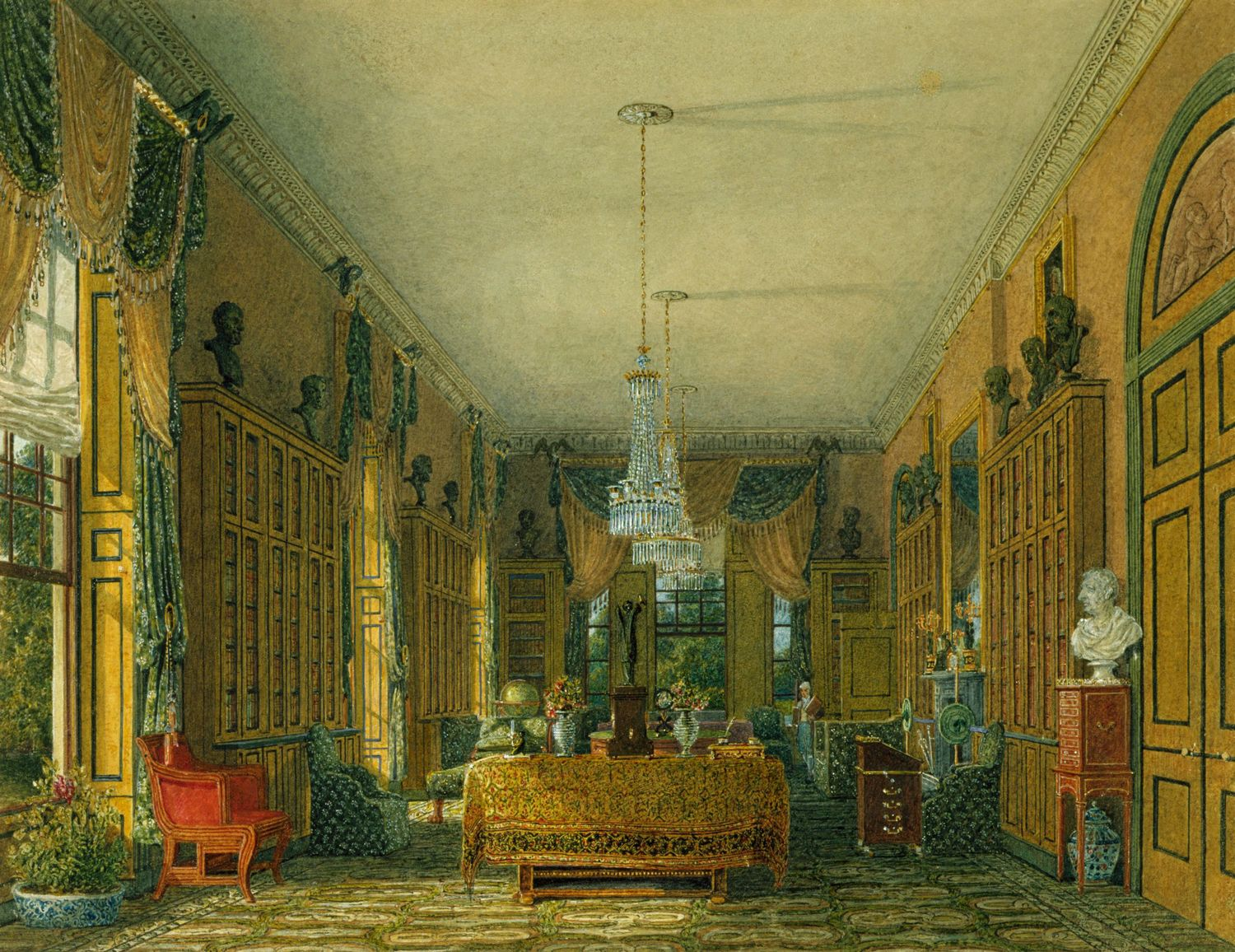
Королевская библиотека, 1817
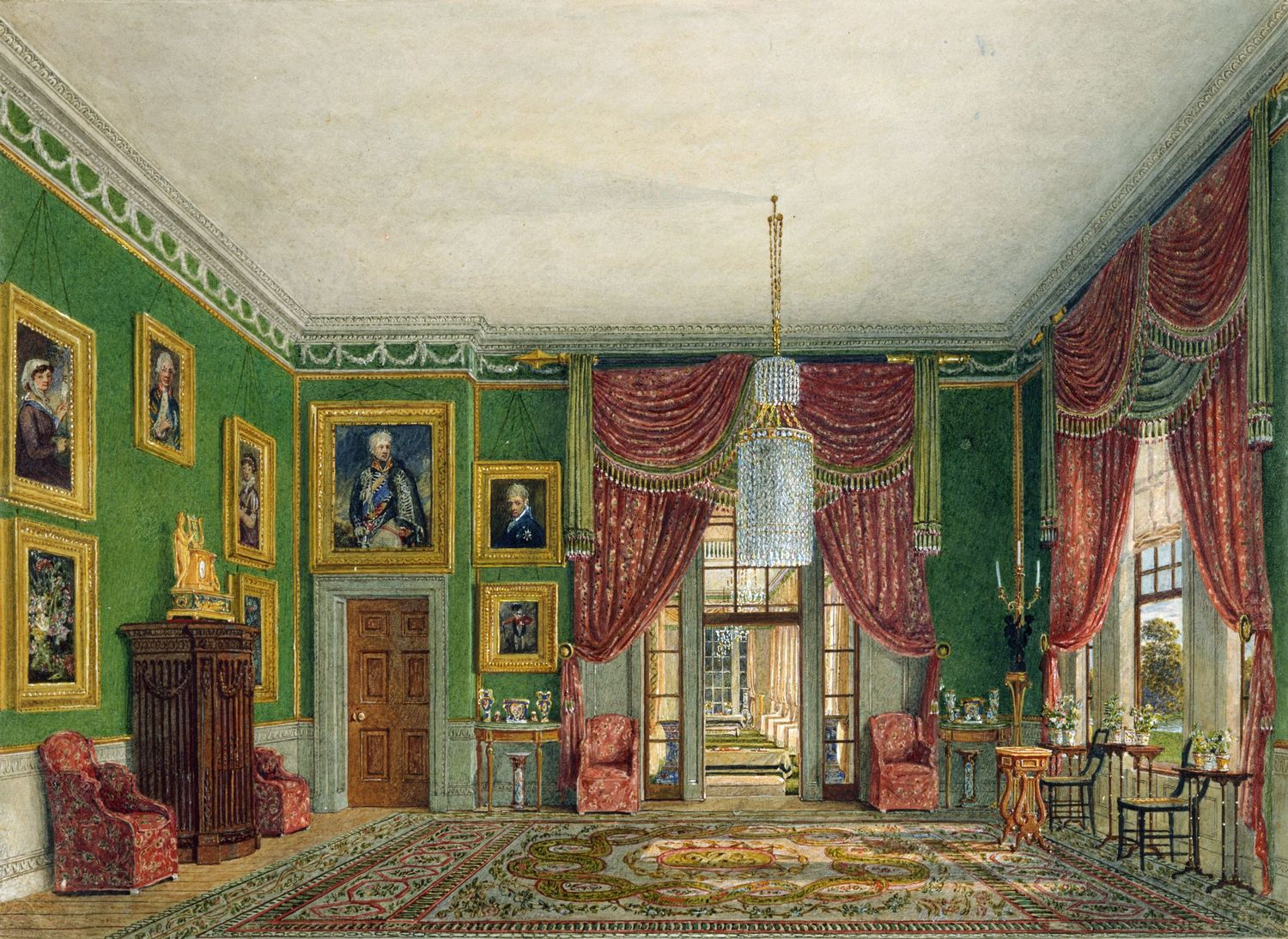
Зеленый павильон, 1817